# كاري جونز
كاري جونز (بالإنجليزية: Carrie Jones)‏ (1982 في الولايات المتحدة)؛ كاتِبة مُتخصِّصة في أدب الأطفال، مغنية وروائية أمريكية.